# Neuland (Spiel)
Neuland, im französischen Original Looot, ist ein strategisches Legespiel der französischen Spieleautoren Charles Chevallier und Laurent Escoffier für zwei bis vier Mitspieler aus dem Jahr 2024. Bei dem Spiel besiedeln die Mitspieler als Wikingerstamm einen Landstrich und müssen dabei Rohstoffe und Gebäude sammeln, um ihren eigenen Siedlungsbereich aufzubauen. 2025 wurde es als Kennerspiel des Jahres nominiert.

## Thema und Ausstattung
Bei dem Spiel handelt es sich um ein Legespiel, bei dem die Mitspieler jeweils versuchen, als Wikingerstamm einen Landstrich zu besiedeln und dabei Rohstoffe und Gebäude zu sammeln, um ihren eigenen Siedlungsbereich aufzubauen. Abhängig von der Platzierung der Rohstoffe und ihrer Aufwertungsplättchen können sie dabei Siegpunkte bekommen. Sieger des Spiels ist, wer am Ende die meisten Siegpunkte hat.
Das Spielmaterial besteht neben der Spielanleitung aus:
- vier Landschaftsteilen,
- einem Trophäen- und einem Ozeanteil,
- fünf Trophäenplättchen,
- 43 Gebäudeplättchen (Häuser, Türme und Burgen),
- 90 Recourcenplättchen,
- 30 Aufwertungsplättchen in einem Stoffbeutel,
- vier Siedlungspläne,
- 52 Wikingerfiguren in vier Farben,
- 12 Schildplättchen in vier Farben, und
- einem Wertungsblock.

## Spielweise
Zu Beginn des Spiels wird das Spielfeld aus den Landschaftsteilen zusammengelegt. Dabei werden so viele Teile genutzt, wie Mitspieler dabei sind; an einem Teil wird das Ozeanteil und an einem anderen das Trophäenteil angelegt. Die fünf Trophäenplättchen werden auf das Trophäenteil gelegt, auf die Wasserfelder des Ozeanteils werden fünf aus dem Beutel gezogene zufällige Aufwertungsplättchen offen ausgelegt. Zudem werden auf jedes Feld mit einem aufgedruckten Haus und Turm jeweils zwei Gebäudeplättchen des entsprechenden Typs gelegt, auf das Burgensymbol kommen drei Burgenplättchen. Alle Ressourcenplättchen kommen als Vorrat neben den Spielplan. Jeder Mitspieler erhält einen Siedlungsplan sowie drei Schildplättchen, die er auf den entsprechend markierten Feldern des Spielplans offen ablegt, und 13 Wikingerfiguren für seinen Vorrat. Zuletzt bekommt jeder Spieler je eine zufällig gewählte Baustelle der drei Baustellentypen und legt diese offen auf die entsprechenden Felder seines Siedlungsplans.
Das Spiel wird reihum beginnend mit dem Startspieler gespielt. Der jeweils aktive Spieler platziert in jeder Runde eine seiner Wikingerfiguren im Bereich des Ozeanteils oder benachbart zu einem bereits von einem Wikinger beliebiger Farbe besetzten Feld und bekommt dafür eine entsprechende Ressource sowie eventuell weitere Plättchen vom Spielplan. Dabei gibt es vier verschiedene Ressourcenfelder mit entsprechenden Basisressourcen: Holz, Schafe, Gold sowie Heerfelder mit einer Axtressource. Die erhaltene Ressource legt der Spieler auf seinen Siedlungsplan, wo sie benötigt werden, um Baustellen fertigzustellen und Aufwertungsplättchen zu erfüllen.
Neben den Ressourcen kann ein Spieler, wenn er die Voraussetzung dafür erfüllt, zusätzlich Gebäudeplättchen vom Spielplan erhalten. So erhält er ein Hausplättchen, wenn er eine Wikingerfigur neben dem entsprechenden Feld platziert. Gelingt es dem Spieler, mit seinen Figuren eine Verbindungslinie zwischen zwei Turmfeldern zu platzieren, kann er von beiden je ein Turmplättchen nehmen. Um ein Burgplättchen zu bekommen, muss der Spieler eine Gruppe von mindestens vier verbundenen Figuren neben einem Burgfeld besitzen und wenn er diese auf acht oder gar zwölf Figuren vergrößert, kann er vom gleichen Feld ein zweites oder gar drittes Plättchen nehmen. Wie die Ressourcen werden auch die Gebäude auf dem Siedlungsplan abgelegt. Am Ende seines Zuges kann ein Spieler zudem ein Aufwertungsplättchen vom Ozeanteil nehmen, dass er ebenfalls auf seinen Siedlungsplan ablegt.
Mit den Ressourcen und Gebäuden versuchen die Spieler, ihre Baustellen fertigzustellen und Anforderungen an ausliegende Aufwertungsplättchen zu erfüllen. Bei beiden Plättchenarten ist auf der Vorderseite erkennbar, welche Arten von Plättchen in ihrer Nachbarschaft abgelegt werden müssen, um sie zu erfüllen; gelingt dies, werden sie umgedreht und geben in der Endwertung entsprechende Punkte. Im Laufe des Spiels kann jeder Spieler zudem jeweils einmal eines seiner Schildplättchen aktivieren und damit entweder eine Ressource doppelt bekommen, einen weiteren Wikinger einsetzen oder einen seiner Wikinger auf einem schon besetzten Feld platzieren. Mit seinen ausliegenden Axtressourcen kann ein Spieler dann noch einmal im Spiel ein Trophäenplättchen entsprechend der Anzahl seiner Plättchen beanspruchen und auf seinen Plan legen.
Das Spiel endet, wenn alle Spieler ihre Wikingerfiguren vollständig eingesetzt haben, danach kommt es zur Endwertung. Hierbei bekommt jeder Spieler Punkte für alle Ressourcen auf seinem Siedlungsplan mit Ausnahme der Äxte sowie für alle Gebäude; durch erfüllte Aufwertungsplättchen kann die Punkteanzahl pro Ressource oder Gebäude erhöht werden. Zudem gibt es Punkte für abgeschlossene Baustellen sowie für das Trophäenplättchen. Hat ein Spieler Aufwertungsplättchen , die er nicht erfüllen konnte, so erhält er für diese je fünf Minuspunkte. Gewinner ist der Spieler, der am Ende die meisten Punkte hat und bei einem Gleichstand derjenige mit dem höchsten Trophäenbonus.

## Veröffentlichung und Rezeption
Das Spiel Neuland wurde von den Spieleautoren Charles Chevallier und Laurent Escoffier entwickelt und 2024 bei dem französischen Verlag Gigamic veröffentlicht. Im gleichen Jahr erschienen Versionen des Spiels auf Deutsch, Englisch, Polnisch, Tschechisch und Italienisch, im Folgejahr zudem unter anderem auf Niederländisch, Koreanisch und Chinesisch. Die deutschsprachige Version wurde dabei von dem Schweizer Verlag Game Factory veröffentlicht und wird von diesem im gesamten deutschsprachigen Raum vertrieben.
Das Spiel wurde in den Kritiken weitgehend positiv aufgenommen. Der Spielekritiker Harald Schrapers bewertete das Spiel mit 5 von 6 möglichen Würfelaugen. Er „fiebere […] bei den gegnerischen Zügen mit. Schneidet die Mitspielerin mir den Weg ab oder läuft sie in die andere Richtung? Ärger und Freude [lägen] dicht beieinander, es [sei] ein emotionales Spiel,“ bei dem man „klug taktieren“. Ärgerlich findet er allein die irreführende deutsche Namensgebung als „Neuland“, „was auf ein koloniales Besiedlungsgebiet hinweist. In diesem Spiel gibt gibt es aber gar kein ‚Neuland‘. Sondern hier handelt es sich um ein sehr altes Land mit mächtigen Burgen und wehrhaften Türmen, das wir mit Wikingerhorden überrennen, ausplündern und eben nicht besiedeln.“ Udo Bartsch bezeichnet es als „solide“ und nach seiner Ansicht „gehört [es] klar zu den empfehlenswerten Spielen des Jahrgangs.“ Er sei allerdings auch nicht sehr „gespannt auf immer weitere Partien“, da er eine Partie Neuland „zu wenig als Neuland“ empfinde.  Ihm sei alles zu „sehr erwartbar“ und es wiederhole sich, „sowohl während einer Partie, als auch partieübergreifend.“
Neuland wurde 2025 zum Kennerspiel des Jahres nominiert. Die Jury begründete es wie folgt:

„Taktische Knobelei statt wikingertypischem Haudrauf-Gebaren: Das kurzweilige Gerangel um die wertvollsten Schätze überzeugt in jeder Besetzung, da alle eingesetzten Figuren neue Optionen eröffnen – oder sie blockieren.  Wir agieren auf einem gemeinsamen Plan, müssen aber auch die eigene Siedlung aufbauen. „Neuland“ fordert gleichermaßen langfristiges Denken und flexible Reaktion.“

Bereits 2024 erschien eine Mini-Erweitung zu dem Spiel mit dem Titel Looot: New Longships and Shields auf Französisch und später auch auf Englisch, bestehend aus zwei neuen Wertungsplättchen und je einem neuen Schildplättchen pro Spieler. Die französische Version wurde dem Plato Magazine im Mai 2024 als Promo beigelegt.

## Belege
1. 1 2 3 4 5 6 7 8 9  Spielanleitung Akropolis, Kobold Spieleverlag 2022
2. 1 2  Versionen von Neuland in der Spieledatenbank BoardGameGeek (englisch); abgerufen am 28. Juni 2025.
3. ↑  Harald Schrapers: Neuland, Rezension auf gamesweplay.de, abgerufen am 28. Juni 2025.
4. ↑  Udo Bartsch: Neuland, Rezension auf „Rezensionen für Millionen“, 19. März 2025; abgerufen am 28. Juni 2025.
5. ↑  Neuland auf der Website des Spiel des Jahres e.V., abgerufen am 28. Juni 2025
6. ↑  Looot: New Longships and Shields in der Spieledatenbank BoardGameGeek (englisch), abgerufen am 28. Juni 2025